# En toch leven ze verder
En toch leven ze verder is een van oorsprong Duits hoorspel van Theodor Weißenborn. Gesang zu zweien in der Nacht werd op 22 mei 1970 door Radio Bremen uitgezonden. De TROS zond het uit op woensdag 2 november 1974 (met een herhaling op woensdag 22 juni 1977), onder regie van Harry Bronk. Het hoorspel duurde 52 minuten.
Op 6 mei 1979 werd het hoorspel tevens uitgezonden door de Österreichischer Rundfunk. Dit betrof een volledig eigen productie.

## Rolbezetting
De Nederlandse rolbezetting was als volgt:
- Kees Brusse (hij)
- IJda Andrea (zij)

## Inhoud
Twee echtelieden zijn na jaren huwelijk uit elkaar gegroeid, maar de ziekenhuisopname van de vrouw leidt ertoe dat ze 's nachts in bed na gaan denken over hun leven en huwelijk. Het hoorspel bestaat uit de twee monologen die ze in hun gedachtes uitspreken.